# Byrsonima lucida
Byrsonima lucida là một loài thực vật có hoa trong họ Malpighiaceae. Loài này được (Mill.) DC. mô tả khoa học đầu tiên năm 1824.